# Collar

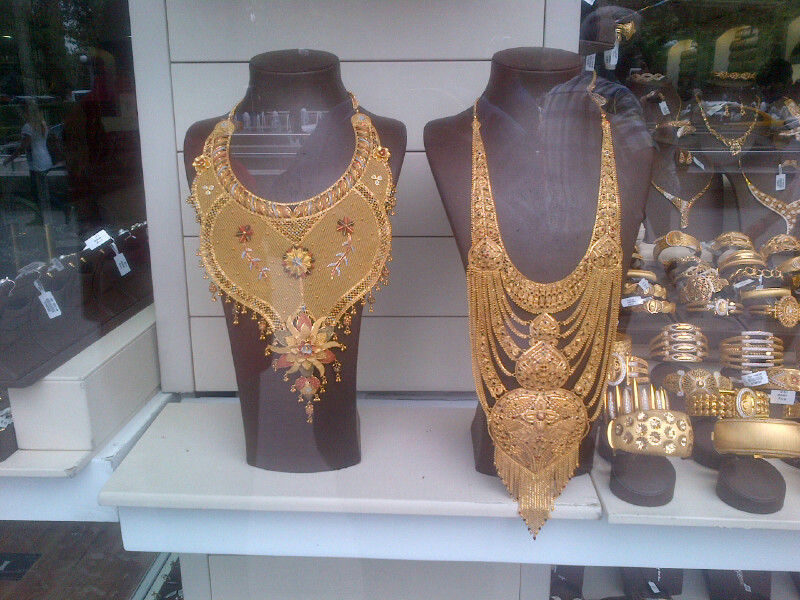
Dos collares de oro en la vitrina de una joyería en Kızılay, Ankara, Turquía.

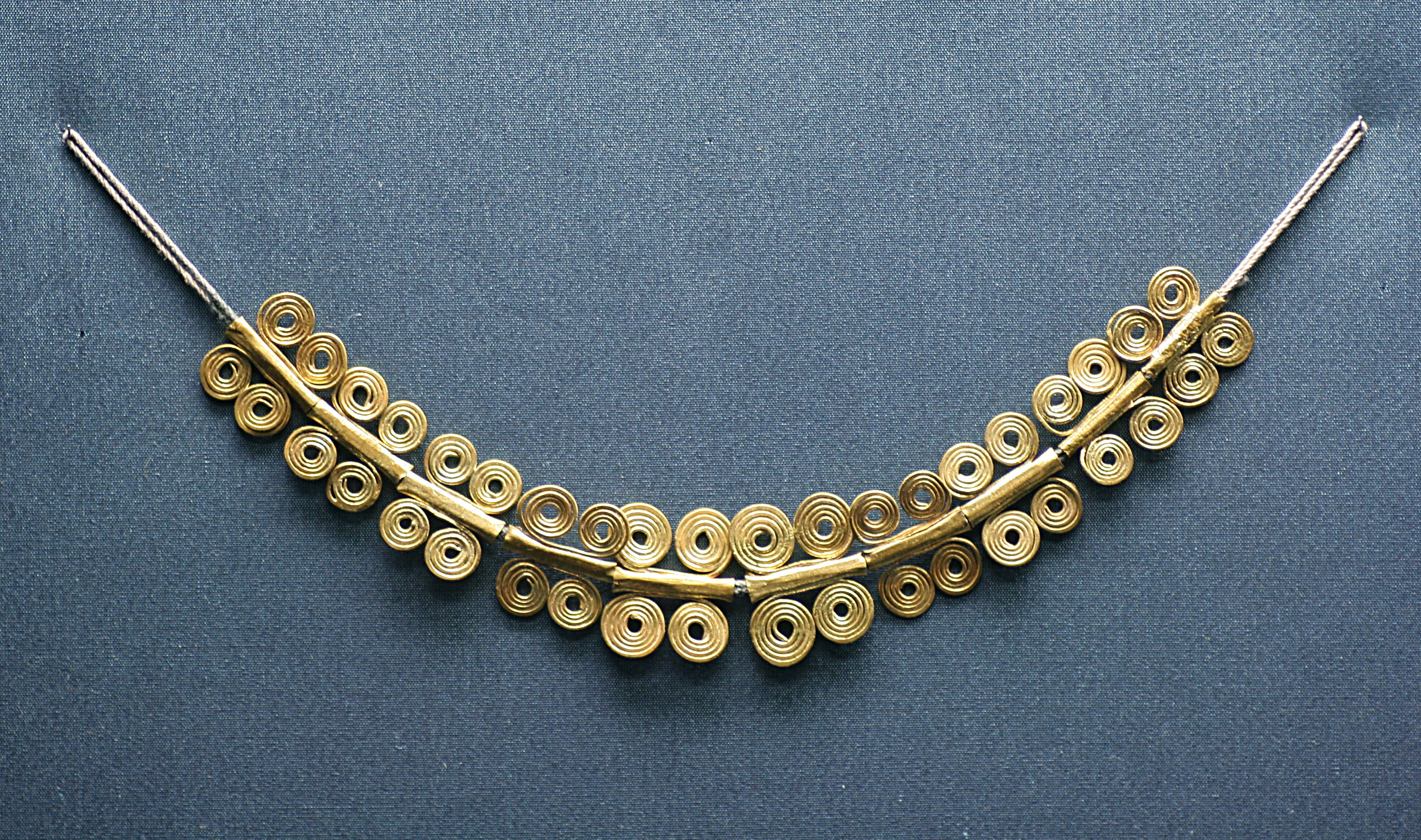
Collar micénico del

El collar es un complemento en forma de sarta o cadena más o menos larga que rodea el cuello o parte superior del pecho como adorno. También se ha utilizado como objeto de distinción ya solo, ya complementado con alguna cruz o medalla colgante propia de condecoraciones. Si es ceñido al cuello y no pende, se denomina gargantilla.

## Historia
El collar tiene una existencia mucho más remota que otros complementos comunes y antiguos como el anillo y el brazalete, pues se han encontrado en antiquísimas sepulturas prehistóricas de la época paleolítica, cuentas de collar hechas con conchas de Nassarius gibbosulus o Nassarius kraussianus hallados en el abrigo rocoso de Skuhl (Israel), Oued Djebbana (Argelia), Cueva de las Palomas (Marruecos) o cueva Blombos (Sudáfrica), con unas cronologías que van más allá de los cien mil años de antigüedad en el primer caso, noventa mil en el segundo, ochenta y dos mil en el tercero y unos setenta y cinco mil en el cuarto.
Se le ha considerado normalmente como adorno de mujeres, pero lejos de ser exclusivo, han usado de él también los varones en los pueblos indígenas y en las civilizaciones antiguas de Oriente y Egipto (apenas en las de Grecia) en las de Etruria y Roma, en el Imperio bizantino y algo en el Occidente medieval (por lo menos, en el siglo XIV), cesando en Europa desde el siglo XV para los hombres, salvo para uso como condecoración honorífica.

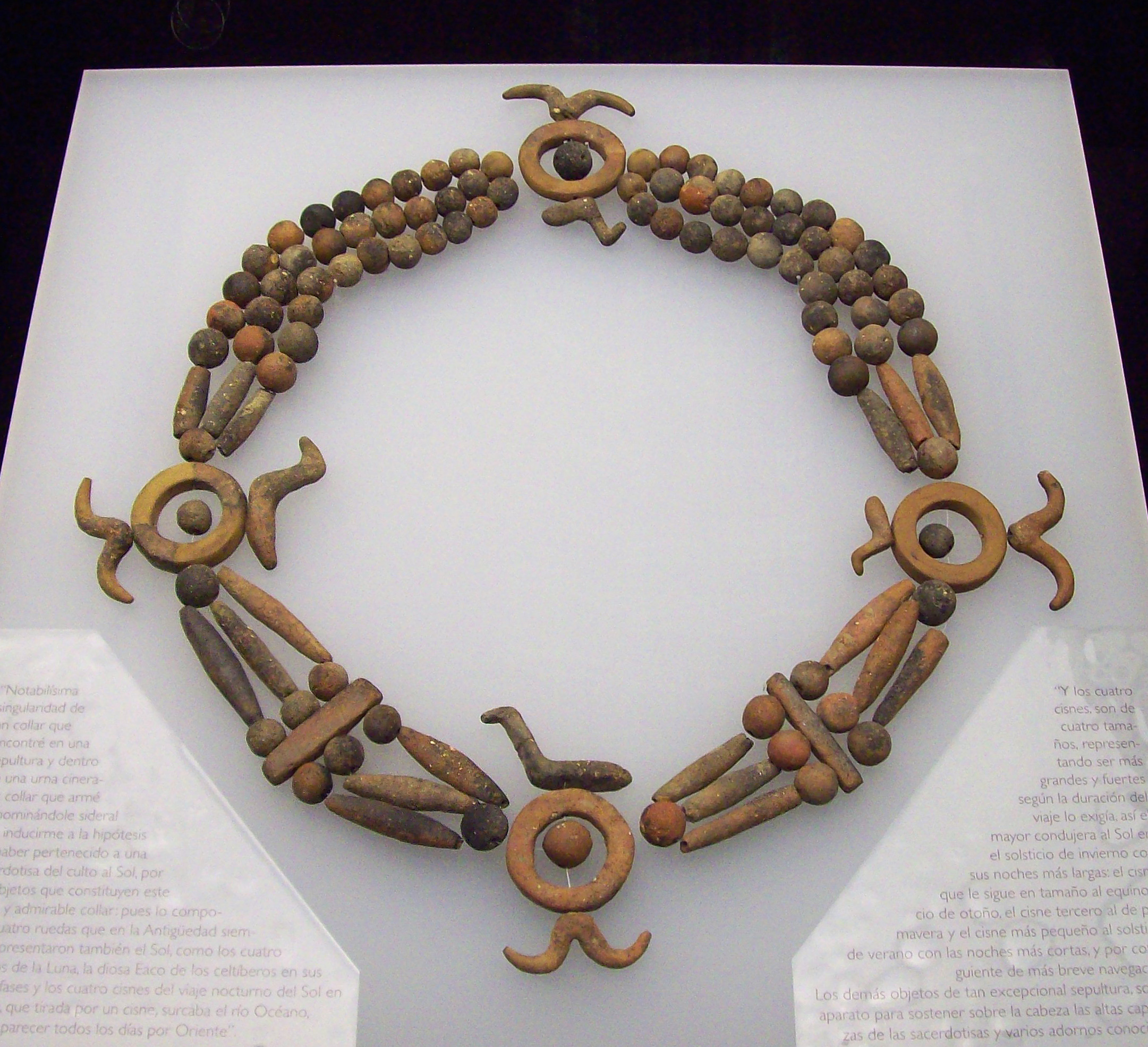
Collar celtíbero de Clares (siglo IV a. C., M.A.N., Madrid).

Los collares prehistóricos de la Edad de Piedra consisten siempre en sartas de conchas, huesecillos, dientes y piedrecillas. Los de la Edad de los Metales agregan a los anteriores elementos algunas cuentas de oro y cobre, de barro cocido y de pasta vítrea o bien se transforman en torques (collares rígidos) a manera de trenzas y de argollas o se componen de cerquillos metálicos de los cuales penden pequeñas anillas del mismo material. De todas las formas indicadas, se han exhumado ejemplares preciosos en diferentes sepulturas prehistóricas, ibéricas y celtíberas de España entre los cuales ofrece no poco interés por su simbolismo el collar de diferentes piezas de barro cocido que se halló en una sepultura de la necrópolis celtibérica de Navafría, en Clares (Guadalajara, hoy en día en el M.A.N.).

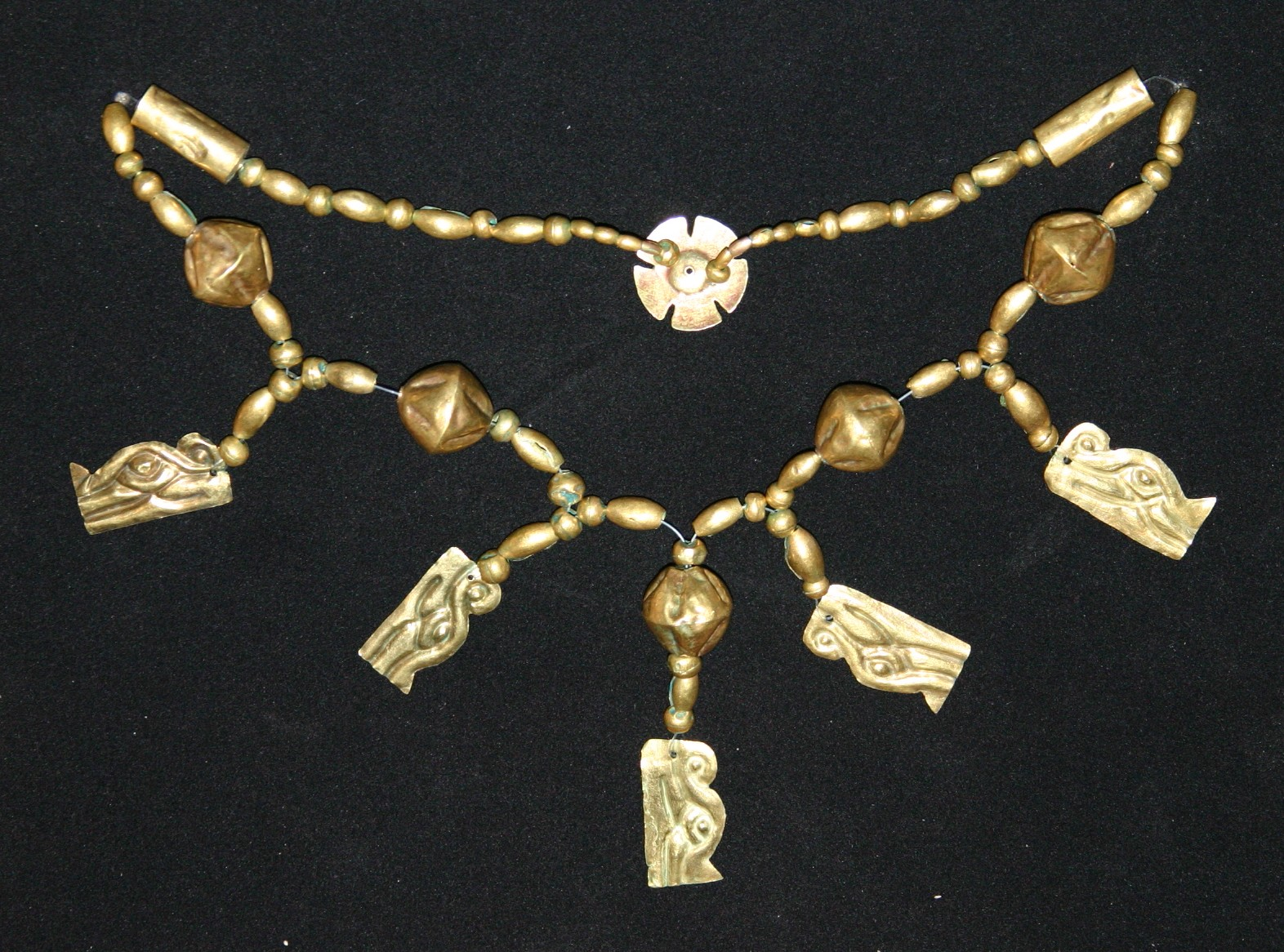
Collar chavín

En las diferentes civilizaciones históricas de la antigüedad el tipo más común de este artículo consistía en una cinta o cadenilla de metal precioso con colgantes artísticos más o menos abundantes, según el estilo de cada cultura sin que falten las sartas de perlas desde la civilización prehelénica o de cuentas de vidrio y de piedras preciosas o de series repetidas de dichos objetos formando un collar variado como el osk de la civilización egipcia. 
Los antiguos, y en especial los romanos, tenían tres especies de collares; los que distinguían con los nombres de monile, torques y collare.
- Los collares llamados monile, propios de las mujeres, estaban en uso entre los egipcios. Casi todas sus estatuas, aún las de los hombres o de los dioses, están adornadas con ellos. Por estos monumentos se puede conjeturar que a los egipcios les gustaba adornarse de collares hechos de frutos, de bayas, de plantas leguminosas, de plumas y en especial de las del pollo de Numida. Lo mismo puede decirse de los pueblos bárbaros y de los etruscos, los cuales formaban collares también de perlas y piedras preciosas. En los monumentos antiguos se ven cadenas en el cuello de Minerva. Isis llevaba una adornada de piedras preciosas. En una inscripción de Grutero se ve entre las ofrendas hechas a Esculapio una cadena de oro compuesta de pequeñas serpientes. En cuanto a las mujeres griegas y romanas parece que no usaban los collares y cadenas en público, sino en los banquetes y danzas que se celebraban en el interior de sus casas.

- Torques y torquis eran los nombres de los collares o cadenas con que se premiaba el valor y que distribuían los generales romanos a los soldados beneméritos, los que por esta razón eran llamados milites torquati. Las cadenas militares eran ordinariamente de oro, aunque leemos en Plinio que las había también de plata y se han encontrado muchas de ellas en los sepulcros romanos. El peso de estas cadenas fue algunas veces de una libra de oro, como se desprende de una carta de Valeriano al procurador de Siria. En cuanto a su longitud, se ve por algunos monumentos antiguos que eran bastante largas y que les colgaban sobre el pecho. Los galos se adornaban con cadenas de oro, distinguiéndose por ellas su categoría y la clase a que pertenecían. Manlio Torquato adquirió este sobrenombre por haber quitado semejante adorno a un galo después de haberle muerto en un desafío. Floro habla de una cadena de oro del peso de cien libras que regalaron los galos a los romanos. Erodiario dice que los britanos llevaban cadenas de hierro y Estrabón añade que las tenían también de marfil a pesar de que este lujo parece inverosímil para un pueblo tan bárbaro. Los españoles, según el testimonio de Estrabón, llevaban también cadenas de hierro. Estas recompensas militares se daban muchas veces a los gladiadores y a los atletas.

- El collare era un instrumento de suplicio, que se ponía especialmente a los esclavos que se habían fugado y habían sido cogidos otra vez.

Los antiguos árabes se ponían alrededor del cuello hojas y ramas de árboles por devoción al volver de la Meca, lo mismo que hacían en tiempos no muy antiguos las señoras francesas llevando cadenas o collares hechos de hierbas cogidas en el día de san Juan.
En la Edad Media siguió una tendencia parecida prevaleciendo el uso de cadenillas que daban varias vueltas y que en la civilización bizantina llevaban pendiendo medallas o monedas de oro y pedrería y en la arábiga, piezas con filigranas.
En la Edad Moderna, sobre todo en los siglos XVI y XVII, se utilizaron collares de gruesas bolas huecas y afiligranadas o caladas, siempre como adorno femenino.

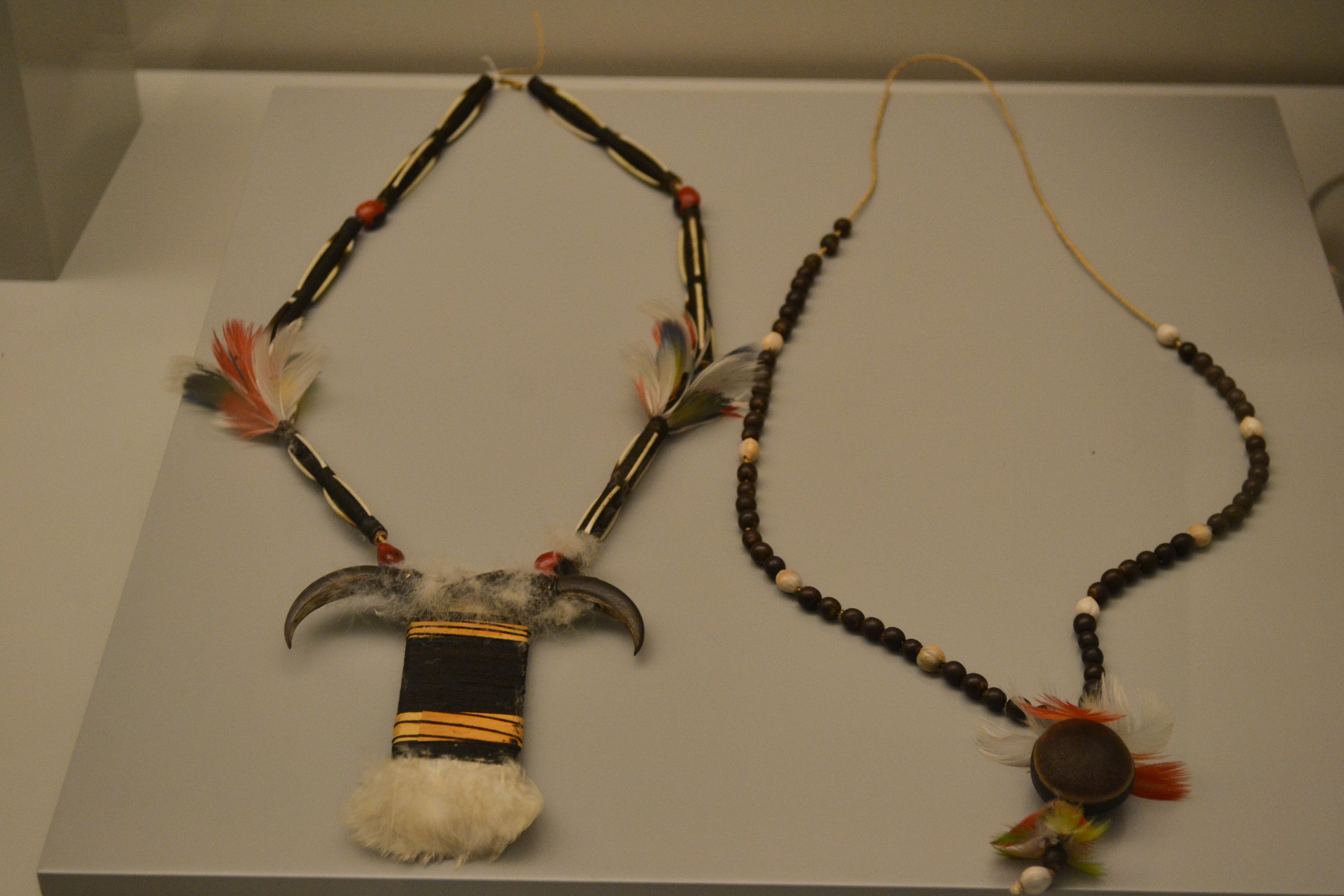
Collar de las poblaciones Tapirapé de la selva amazónica brasileña, confeccionado con semillas, fibra vegetal y plumas.

En el caso de las poblaciones prehistóricas americanas, se ha postulado que las cuentas de valvas constituyeron los artefactos ornamentales más comunes en el registro arqueológico de este continente. Existe también una importante variabilidad de materias primas, tamaños y formas, existiendo evidencias en todas las culturas americanas, como los aztecas o Incas, pero también entre las poblaciones cazadoras recolectoras, como por ejemplo, de la selva amazónica o de la Patagonia.

## Collar de pinchos
Es un collar que se utiliza como elemento de castigo para animales domésticos, generalmente perros en su proceso de entrenamiento. Los defensores de los animales son contrarios a dicho uso por considerarlo una forma de tortura.